# Honda NSX
El Honda NSX (abreviatura de New Sport eXperimental) es un automóvil deportivo de dos puertas biplaza con motor central-trasero, producido por fabricante japonés Honda entre 1990 y 2005, ofreciendo diferentes versiones tanto en carrocerías cupé como targa. En Estados Unidos y Hong Kong se ha vendido bajo la marca Acura.
Se fabricaron versiones de carreras del coche hasta finales de 2009, a pesar de haber cesado la producción cuatro años antes.
El NSX fue el primer coche de producción que se construyó con un chasis monocasco hecho totalmente en aluminio. Con una dirección asistida totalmente electrónica (EPS), un sistema electrónico de control Drive by wire para la mariposa de admisión, un motor con bloque y culatas de aleación de aluminio ligera y con las bielas de titanio, que puede alcanzar las 8000 rpm.
Se le conocía como el "anti Ferrari" debido a la rivalidad con la marca italiana, fomentada a partir del exitoso paso de Honda en Fórmula 1 junto al equipo McLaren, sin haber llegado a tener un duelo contra el Ferrari 348, que era el rival a vencer al momento del lanzamiento del NSX, pero sí pocos años después en 1995 contra su sucesor el Ferrari F355, ya que tuvo una mejora más radical con la versión NSX-R, enfrentándose en una prueba en Japón y resultando vencedor el F355 por pocas milésimas de diferencia.

## Primera generación (1990-2005)

### Desarrollo y presentación

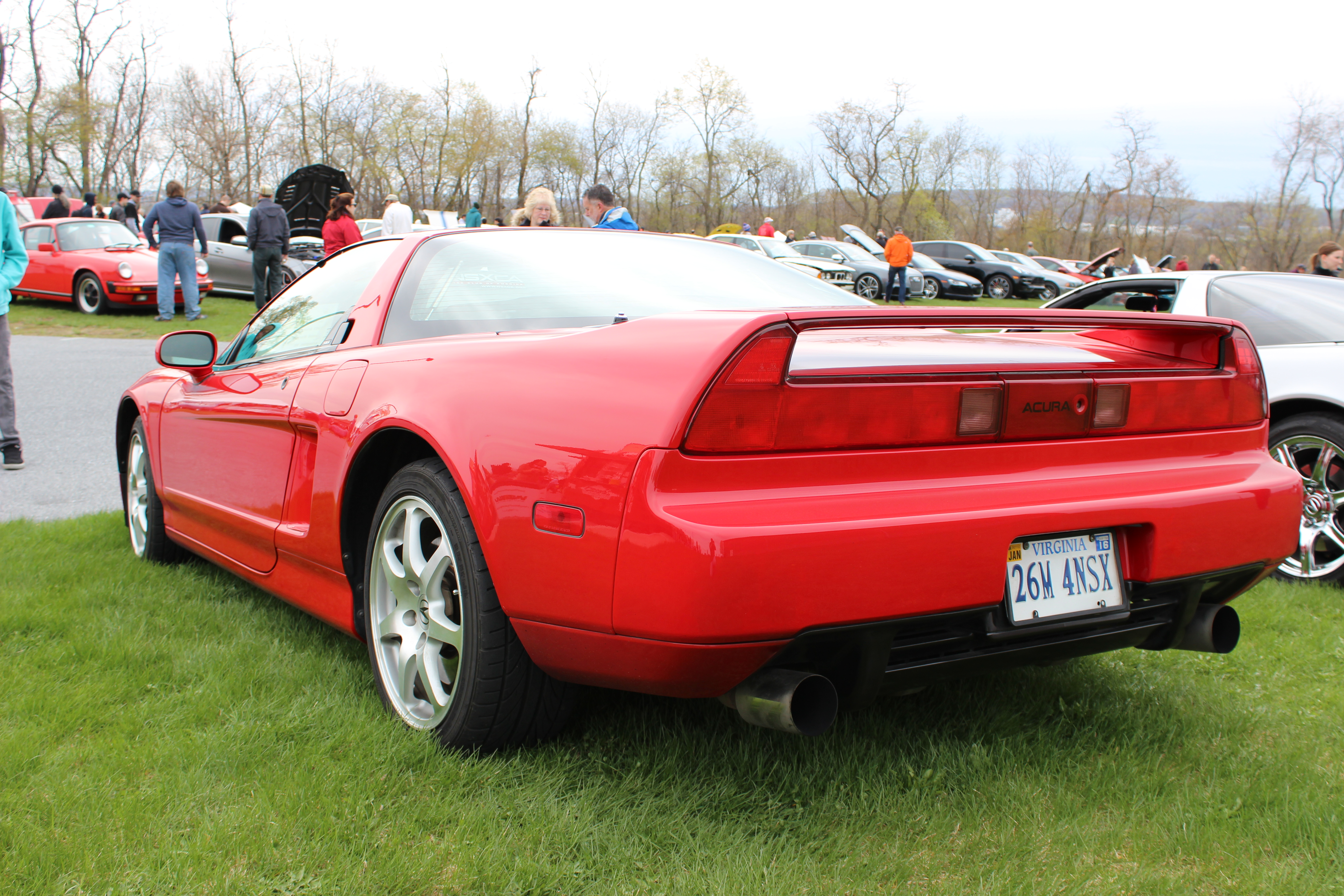
Vista trasera de un Acura NSX-T de 2001.

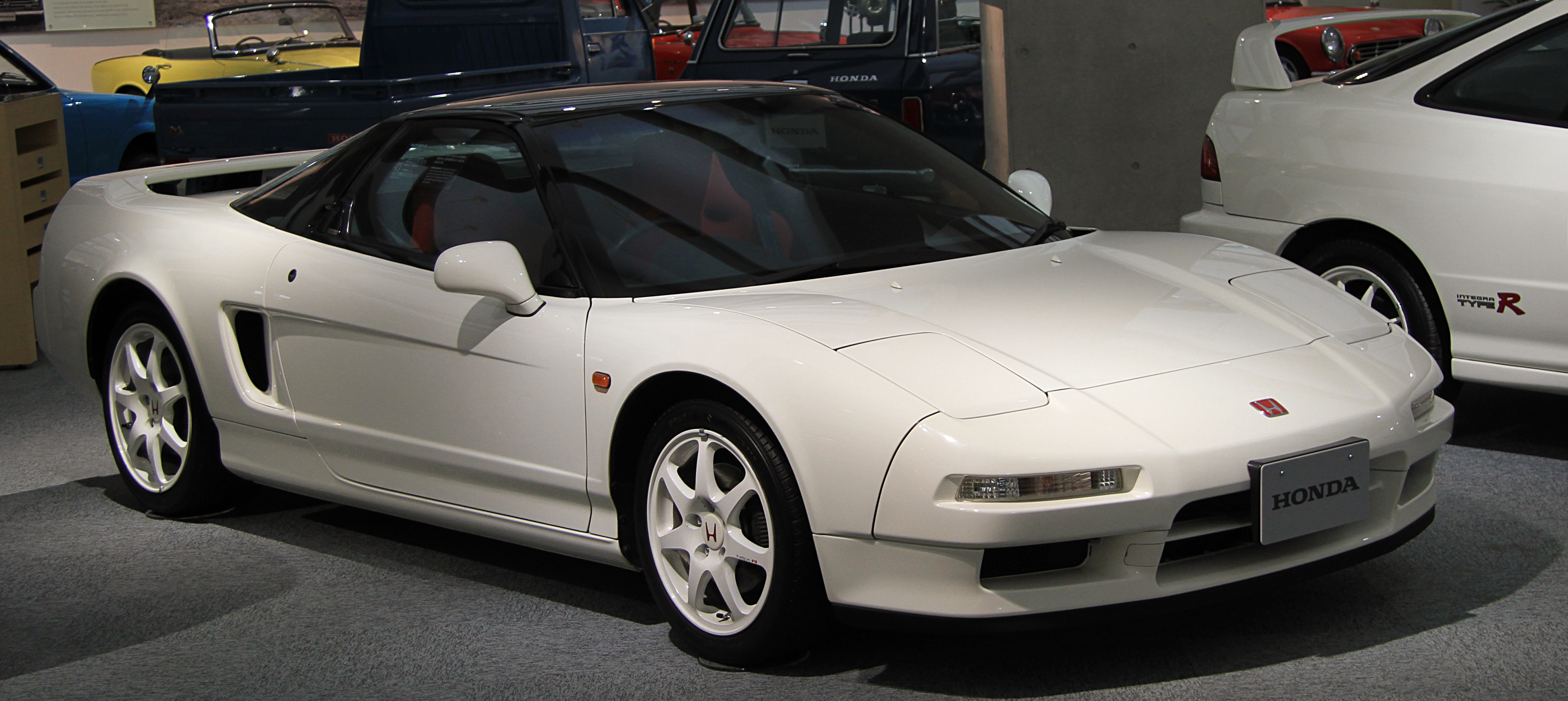
Versión Type R.

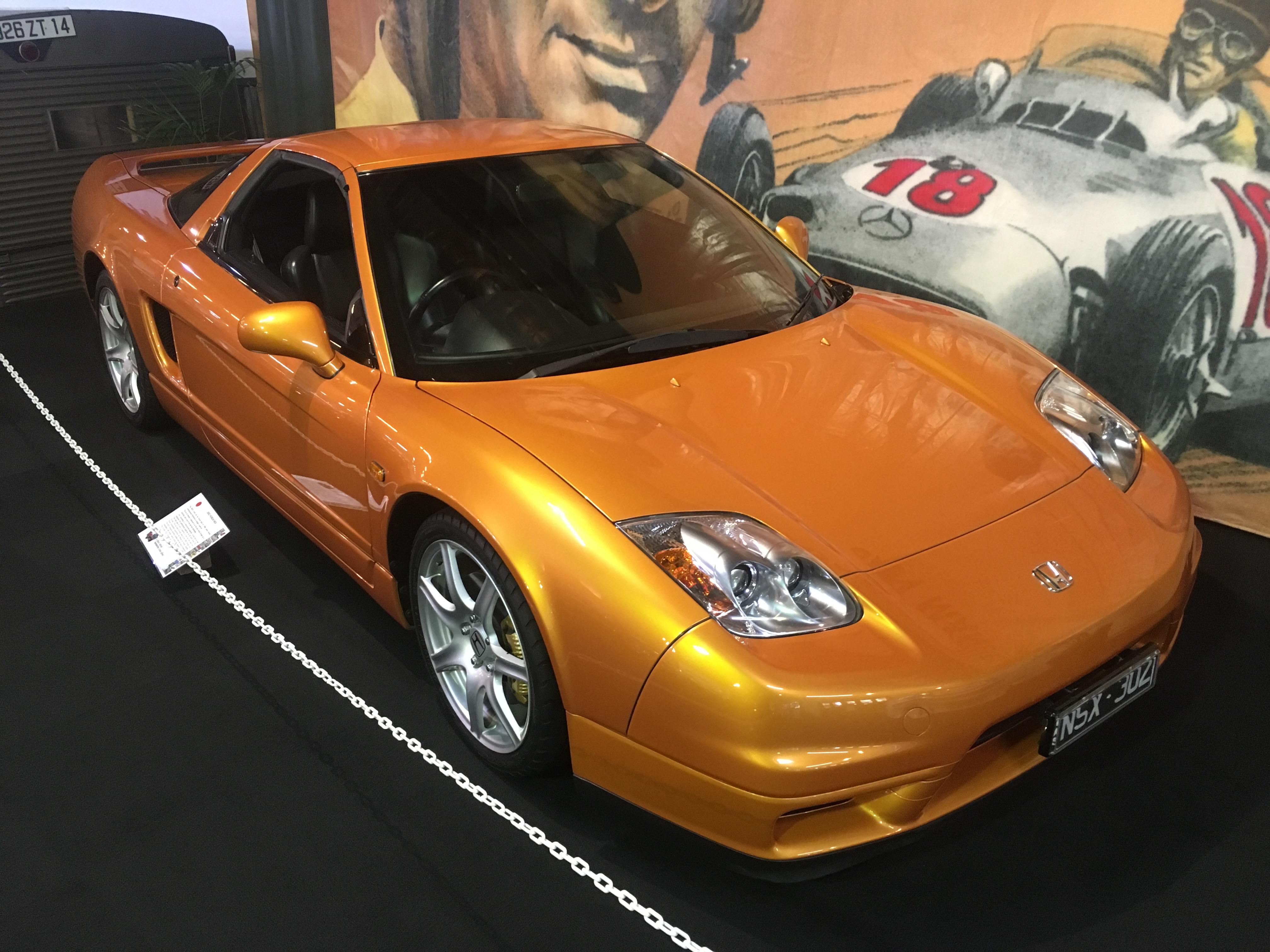
Rediseño del Honda NSX de 2002.

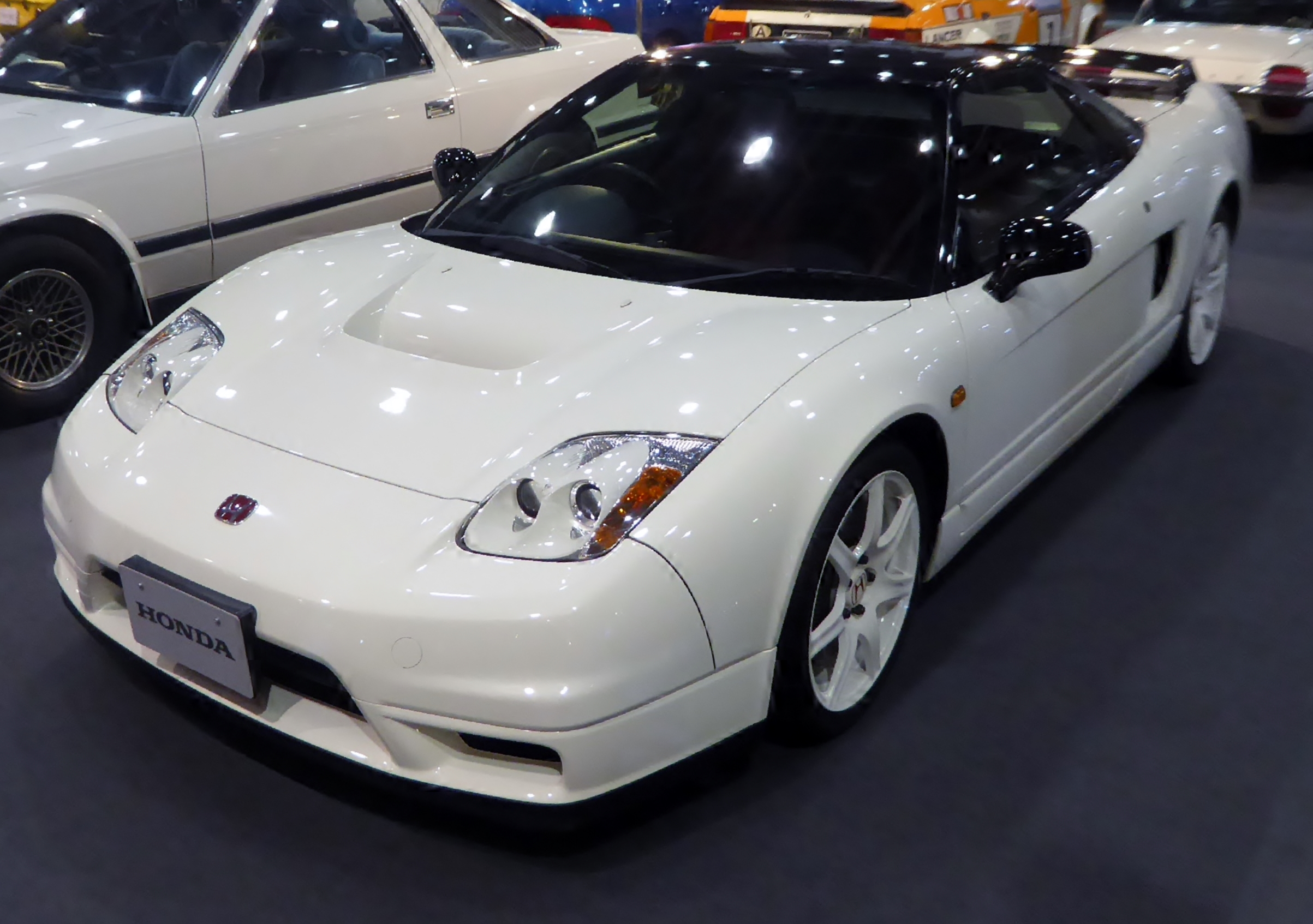
Honda NSX-R de 2002 en Osaka en 2017.

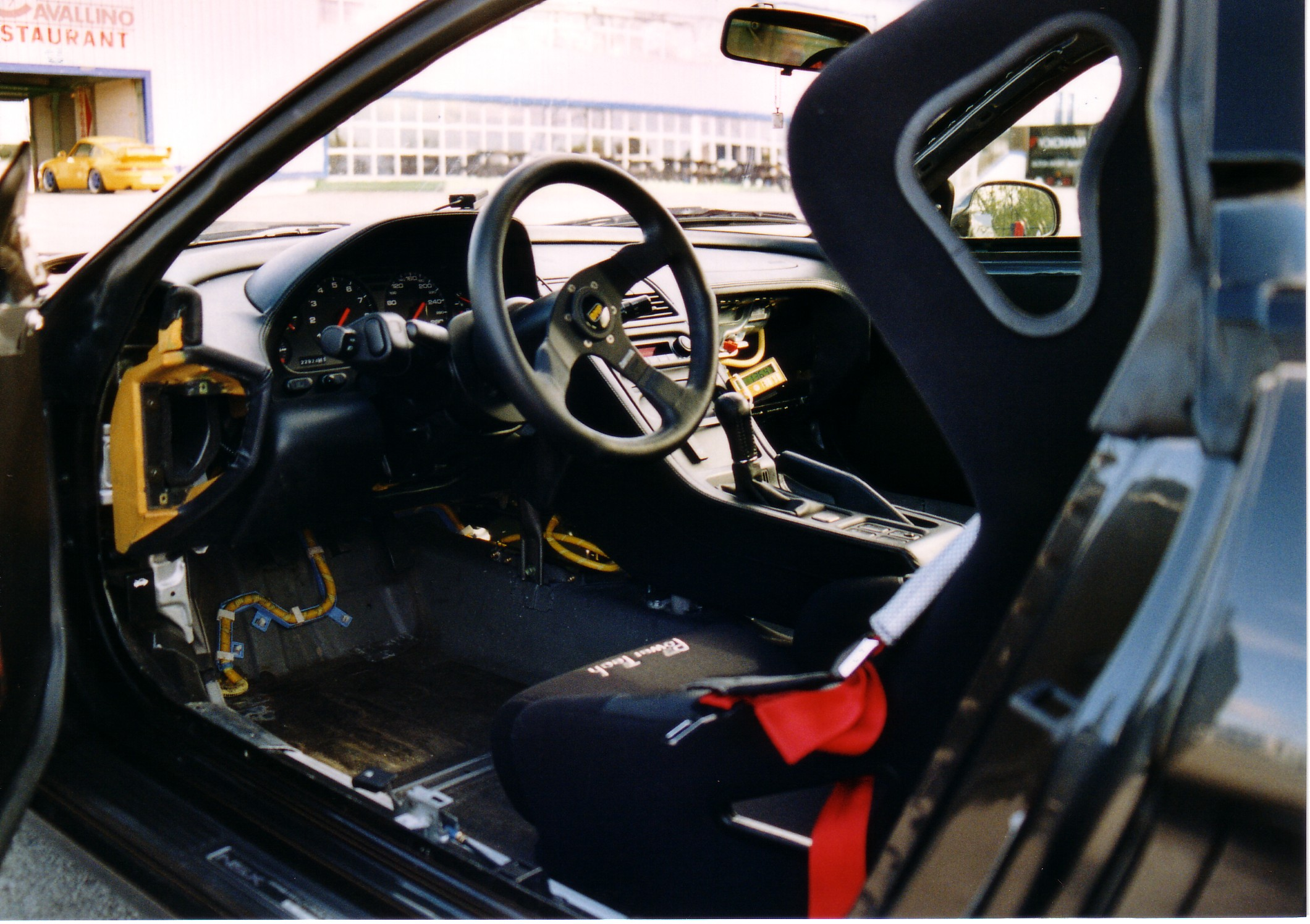
Habitáculo interior de un modelo 1998 con asientos de competición y volante Momo en 2003.

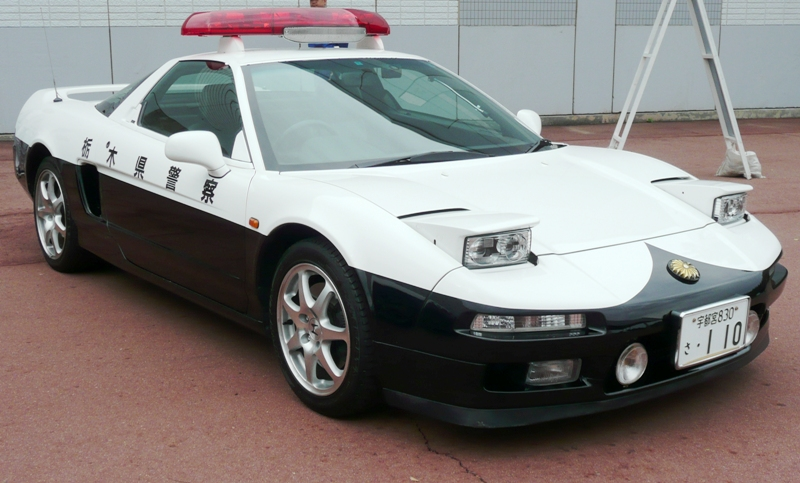
Patrulla de la policía japonesa.

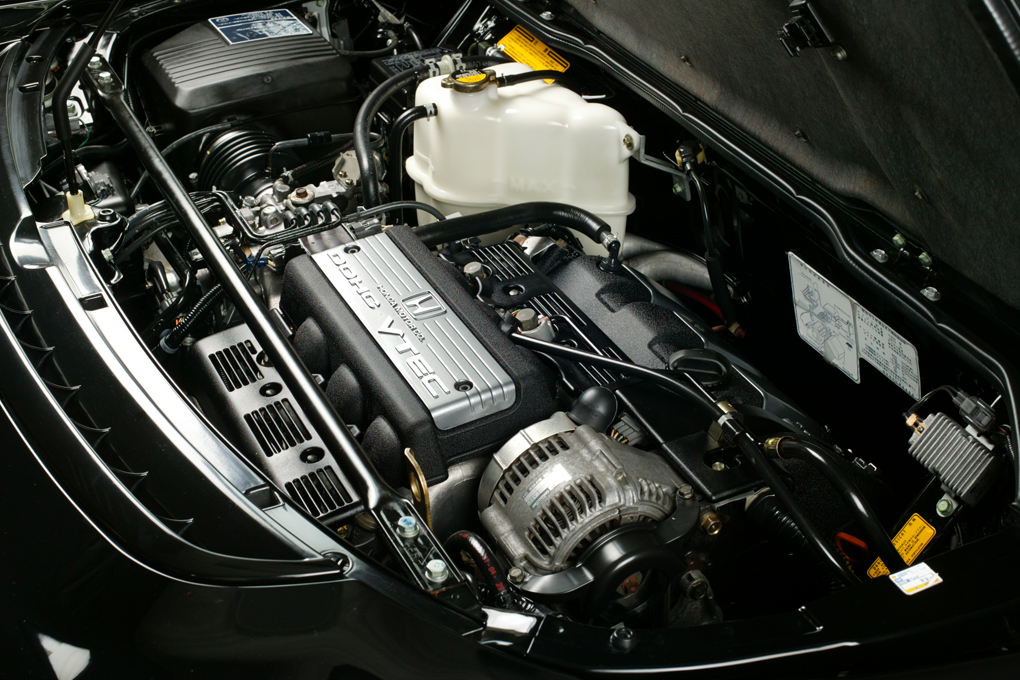
Motor Honda C30A.

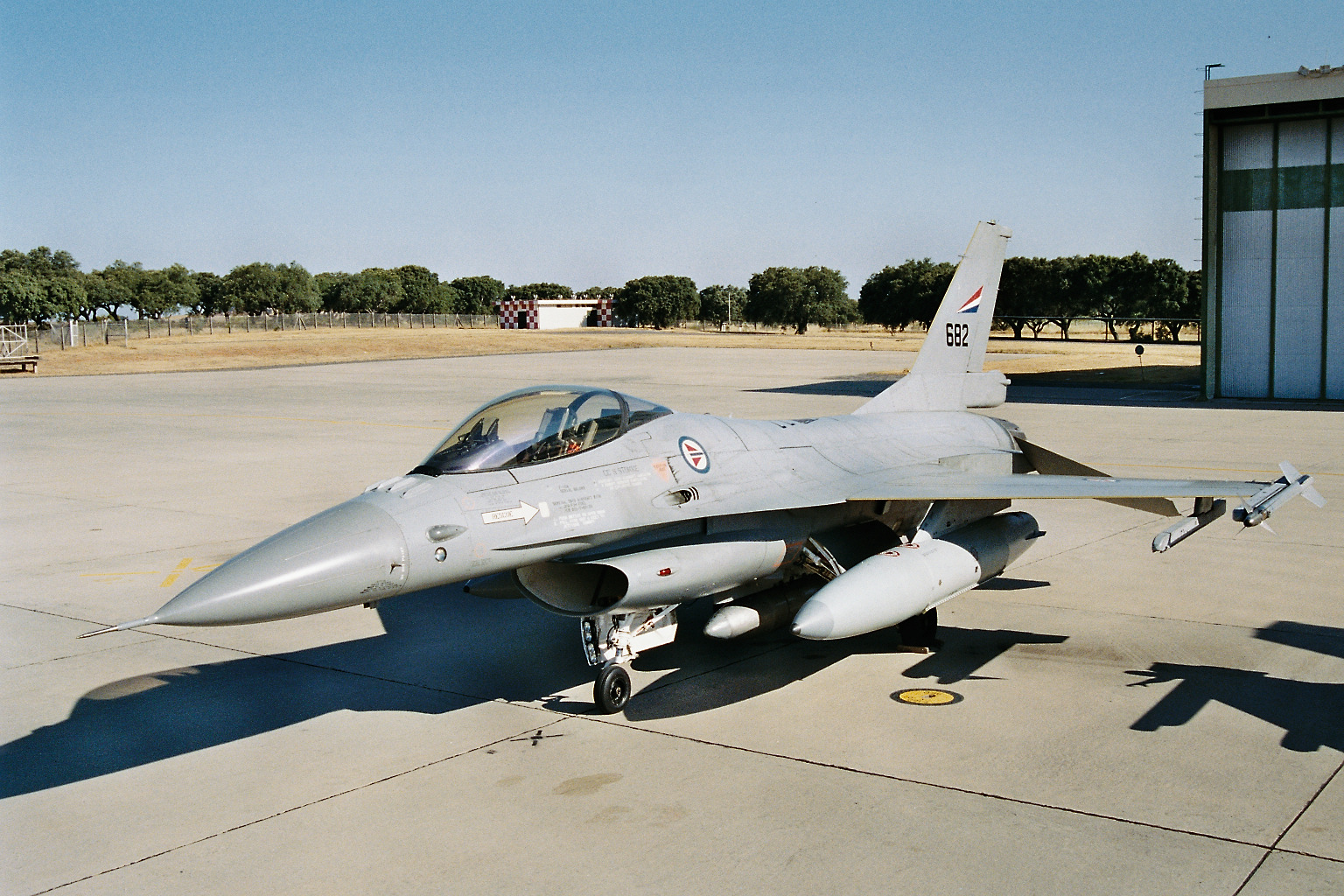
El avión de combate F-16 Fighting Falcon que sirvió de inspiración para el diseño del habitáculo del NSX.

De acuerdo con el entonces jefe del departamento de desarrollo y más tarde director ejecutivo Nobuhiko Kawamoto, se produjo el lanzamiento del proyecto para un superdeportivo Honda en 1986. Preestablecido bajo la dirección general del Jefe Ingeniero Shigeru Uehara, quien también es considerado el "padre del NSX" hizo, entre otras cosas, un exigente diseño en la construcción de chasis ligero con un motor compacto, una aerodinámica equilibrada con un mínimo de fricción a altas velocidades y un habitáculo orientado hacia el disfrute del conductor con visibilidad de 311.8° desde el asiento. Aquí, el equipo dirigido por el jefe de diseño de Ken Okuyama bajo las órdenes de Honda que pidieron una cabina inspirada en el diseño de burbuja como el avión de combate F-16 Fighting Falcon, que prescindió de puntales de acero molestos. Otras influencias en el diseño se debió a la anterior cooperación de Honda con el diseñador italiano Pininfarina remonta a 1984 en su presentación en el Salón del Automóvil de Turín del prototipo "HP-X" (abreviatura de Honda Pininfarina -EXperimental). Este vehículo fue diseñado como un coche de motor central en el desarrollo del Honda NSX. Se utilizó el motor V6 C27A1 de doble (DOHC) árbol de levas de 2.7 litros del Honda Legend y su hermano británico el Rover Sterling. Honda retocó el bloque por completo de 2.7 litros pasando de los 200 CV (197 HP; 147 kW) que entregaba el C27A1, a entregar los 270 HP (274 CV; 201 kW) para el NSX primera fase; el motor era capaz de girar a 9000 rpm. Estuvo solamente un año en fabricación para el mercado Nipón y el inglés. También hay una gran similitud con el prototipo MG EX-E presentado en el Salón del Automóvil de Fráncfort en 1985 por el Grupo MG Rover, el diseño del cual era según el diseñador Roy Axe, muy influenciado por el Jet F-16, así como del Ferrari 308 GTB. Honda tenía en los años 80 el 20 por ciento de las acciones de MG Rover y ayudó en el desarrollo de diferentes modelos de la marca británica.
El diseño básico y el trabajo de puesta a punto para el NSX, inició el proyecto de desarrollo en 1986 y duró hasta 1989. Durante este tiempo, se dice que Honda llegó a tener alrededor de 400 registros de diversas patentes. Los últimos ajustes se realizaron en 1990, entre otros por el piloto de Fórmula 1 Ayrton Senna en el circuito de Nürburgring. El primer prototipo de preproducción fue presentado en febrero de 1989 en el Salón del automóvil de Chicago y, en octubre de 1989, en el Salón del Automóvil de Tokio como el Honda o Acura NS-X (New Sportscar eXperimental). Según la información ofrecida por Honda, inicialmente se trataba del acrónimo surgido durante el proceso de desarrollo previo, denominado New Sports y X como una variable.
Sobre todo en Estados Unidos la prensa respondió positivamente a la llegada del NSX. En 1990, el año de lanzamiento en el mercado mundial, el coche fue galardonado como "Automóvil del Año" en la revista Automobile, "Diseño del Año" por el instituto de diseñadores industriales y "uno de los 10 mejores coches del mundo" por la revista Road & Track. El año siguiente marcó la revista Motor Trend calificó el NSX como "el mejor coche deportivo jamás construido". Durante 1991 en los Estados Unidos aproximadamente se vendieron únicamente 3160 unidades.
El primer Honda NSX incorporaba soluciones innovadoras que provenían de la competición y en ellas se refleja el enorme esfuerzo realizado por los ingenieros en aquella época y lo que este automóvil significaba tecnológicamente:
Inyección de combustible programada donde cada cilindro recibía la cantidad exacta de gasolina calculada según la velocidad y las condiciones de gravedad. Un microprocesador de ocho bits controlaba el ángulo del acelerador y del cigüeñal, la temperatura de líquido de refrigeración y la del aire de admisión, las presiones del aire del colector y del aire de ambiente y el contenido de oxígeno en los gases de escape. A elevadas velocidades, el motor podía llegar a recibir 120 litros (31,7 galAm) de combustible por hora.
Sistema de admisión de aire. Por medio de un conducto situado en el lado del conductor que se utilizaba para enfriar el vano motor. Se diseñó un filtro de aire especial para que entrara la máxima cantidad de este elemento en el motor y un ventilador se encargaba de mantener el alternador frío y que el corazón del Honda NSX trabajara con la máxima eficiencia.
Sistema de encendido directo prácticamente igual que el del monoplaza de Ayrton Senna, donde se montaba una bobina sobre cada bujía y un sensor colocado detrás de los árboles de levas era el encargado de detonar la ignición de dicha pieza. Este sistema garantizaba una chispa totalmente estable hasta 8000 rpm.
Sistema especial para el aceite, donde una bomba de alto volumen se encargaba de suministrar el lubricante necesario al motor aunque se circulara a altas velocidades. El Honda NSX podía mantener 0.8 g laterales sostenidas y 1.2 g en algunos momentos sin ningún problema. La bomba impulsaba hacia el motor 68 litros (18,0 galAm) por minuto a 6000 rpm. Para mantener la temperatura del aceite, se diseñó un enfriador refrigerado por líquido situado en la base del filtro de aceite.
Sistema de refrigeración diseñado para que el motor pudiera funcionar a máximo rendimiento, tanto a alta velocidad como a baja velocidad y en climas muy calurosos. El núcleo del radiador estaba hecho de aluminio y el tanque en un nailon de alta resistencia. La capacidad del caudal de la bomba del líquido refrigerante era de 150 litros (39,6 galAm) por minuto a 6000 rpm. El diámetro del ventilador era de 320 mm (12,6 pulgadas) y la capacidad de enfriamiento de 47 100 kilocalorías (54,8 kWh)/hora. Las aletas y todo el sistema de tuberías del radiador estaban construidos en aluminio y su desarrollo se llevó a cabo en el desierto australiano a temperaturas de calor extremas, a más de 45 grados centígrados y se realizaron siempre con el aire acondicionado en funcionamiento. Las pruebas se hicieron en carreteras con pendientes de 5.6%, a 140 km/h (87 mph) y con paradas repentinas manteniendo luego el motor al ralentí.
Doble sistema de escape. Los colectores fueron fabricados en hierro fundido y el resto de las piezas en acero inoxidable. El sistema utilizaba dos convertidores catalíticos. El sonido del escape fue diseñado por los ingenieros para que fuera agresivo, poderoso, exótico y que reflejara un coche casi de competición, pero sobre todo limpio en los registros altos. También se buscó que no fuera intrusivo a velocidad constante, pero sí que se destacara en las aceleraciones.
Transmisión manual, adaptada a la alta potencia y a un gran par motor. Era de tipo corto y se combinaba con un embrague progresivo. Se realizó un enorme esfuerzo para que los cambios de marcha fueran poco ruidosos, para ello se hicieron muchas modificaciones en la caja y en el diseño de los dientes de los engranajes. Todo esto le daba una sensación y una precisión inusual para aquellos tiempos. Además el sistema era mucho más ligero que el de sus competidores. El recorrido del cambio era de 40 mm (1,6 pulgadas) cuando el de sus rivales se movía entre 60 y 70 mm (2,4 y 2,8 pulgadas). Se diseñó un sistema especial de lubricación forzada impulsada por bomba de aceite trocoidal, que evitaba la formación de espuma y el movimiento del aceite. El peso total del conjunto era de 76,6 kg (168,9 libras). También se construyó una transmisión automática de cuatro velocidades con convertidor de par.
Embrague de doble disco hecho para soportar con garantías la potencia y el par motor. Tenía carrera corta, 130 mm (5,1 pulgadas), para que en ciudad su conductor no se cansará al accionarlo y era ligero y compacto. Los ingenieros diseñaron un accionamiento hidráulico auto-ajustable y de doble disco. Este era más pequeño que un solo disco, reducía la masa de rotación y hacía subir de vueltas rápidamente el motor. Solamente requería una presión en el pedal de 13 kg (29 libras), sus competidores de movían entre 14 y 19 kg (31 y 42 libras).
Un diferencial de control de par fue pensado y fabricado para mantener la tracción en situaciones delicadas y mantener el vehículo estable con vientos a alta velocidad. Esta unidad evitaba la diferencia de giro entre las ruedas traseras. Con un sistema convencional en una curva, la diferencia del par de torsión en la rueda interior es demasiada, y tiende a oponerse al momento de giro de las ruedas delanteras, lo que provoca el subviraje. Si el NSX circula por una zona de viento cruzado, el sistema detecta la diferencia de rotación de las ruedas traseras y lo ajusta para mantener la trayectoria deseada. Respecto a un diferencial de deslizamiento limitado, se mejora la aceleración y el comportamiento contra el viento.
Sistema de control de tracción TCS. Honda diseño un sistema de tracción de alto rendimiento que diferenciaba entre baja velocidad, las malas condiciones de tracción y las curvas de alta velocidad utilizando los sensores de velocidad en las ruedas del antibloqueo de frenado, para detectar cuando existía una diferencia de rotación entre las dos ruedas traseras. Además, el NSX calculaba la velocidad del vehículo y el ángulo de giro del volante, estimaba la velocidad de giro y las fuerzas que actuaban sobre el coche. Cuando el deportivo deslizaba se disminuía la cantidad de combustible que iba al motor y se cerraba gradualmente el acelerador. El sistema detectaba si se circulaba por una carretera mojada, seca, o por medio de un sensor de vibración por un camino. El tiempo transcurrido entre la detección de una pérdida de tracción y la acción del TSC era de 0.3 segundos. El control de tracción era totalmente desconectable.
Un modelo NA1 fue donado por Honda a la Prefectura de Tochigi en el centro de Japón para ser usado como vehículo policial, con la intención de perseguir autos de carreras callejeros modificados.

### Especificaciones
Información comercial en 1990 del modelo manual de 5 velocidades; y en 1997 para los modelos de 3,0 L automático y 3,2 L de 6 velocidades:
| Modelos                           | NA1 | NA2 |
| --------------------------------- | --- | --- |
| Materiales del motor              | Bloque y culatas de aluminio ligera | Bloque y culatas de aluminio ligera                                                                      |
| Distribución                      | Doble (DOHC) árbol de levas a la cabeza y 4 válvulas por cilindro (24 en total), con VTEC                                                                            | Doble (DOHC) árbol de levas a la cabeza y 4 válvulas por cilindro (24 en total), con VTEC                |
| Alimentación                      | Inyección electrónica Honda PGM-FI, naturalmente aspirado | Inyección electrónica Honda PGM-FI, naturalmente aspirado                                                |
| Relación de compresión            | 10.2:1 | 10.2:1                                                                                                   |
| Línea roja                        | 8000 rpm | 8000 rpm                                                                                                 |
| Diámetro × carrera                | 3.0 L: 90 x 78 mm (3,54 x 3,07 plg) | 3.0 L aut. 90 x 78 mm (3,54 x 3,07 plg) 3.2 L: 93 x 78 mm (3,66 x 3,07 plg)                              |
| Potencia máxima                   | 270 HP (274 CV; 201 kW) @ 7300 rpm | 3.0L aut. 256 CV (188 kW) @ 6600 rpm 290 HP (216 kW) @ 7300 rpm                                          |
| Par máximo                        | 29 kg·m (284 N·m; 210 lb·pie) @ 5400 rpm | 3.0 L aut. 29 kg·m (284 N·m; 210 lb·pie) @ 5400 rpm 31 kg·m (304 N·m; 224 lb·pie) @ 5300 rpm             |
| Velocidad máxima                  | 265 km/h (165 mph) | 3.0 L aut. 280 km/h (174 mph) 270 km/h (168 mph)                                                         |
| Aceleración 0-100 km/h (0-62 mph) | 5.5 segundos | 3.0 L aut. 7.5 segundos 4.7 segundos                                                                     |
| Consumo de combustible            | 13,8 L/100 km (7,2 km/L; 17,0 mpgAm) (ciudad) 7,8 L/100 km (12,8 km/L; 30,2 mpgAm) (carretera a 90 km/h) 9,3 L/100 km (10,8 km/L; 25,3 mpgAm) (carretera a 120 km/h) | Mixto: 12 L/100 km (8,3 km/L; 19,6 mpgAm) (hasta 2001) 12,4 L/100 km (8,1 km/L; 19,0 mpgAm) (desde 2002) |
| Emisiones de CO2                  | n/a | 3.0 L aut. 287 g (10,1 onzas)/km 291 g (10,3 onzas)/km                                                   |
| Precio cuando nuevo               | NSX 1992: 11 500 000 ptas. o 66 000 € NSX Targa 1992: 77 716 € | NSX Targa 2001: 95 000 €                                                                                 |

### En la cultura popular
Un Acura NSX aparece en la serie de televisión Beverly Hills, 90210, cuya propietaria era Valerie Malone.
También ha aparecido en varias series videojuegos de carreras, tales como: Need for Speed, Forza, Gran Turismo y en GTA San Andreas con el nombre "Infernus".

## Segunda generación (2016-2022)

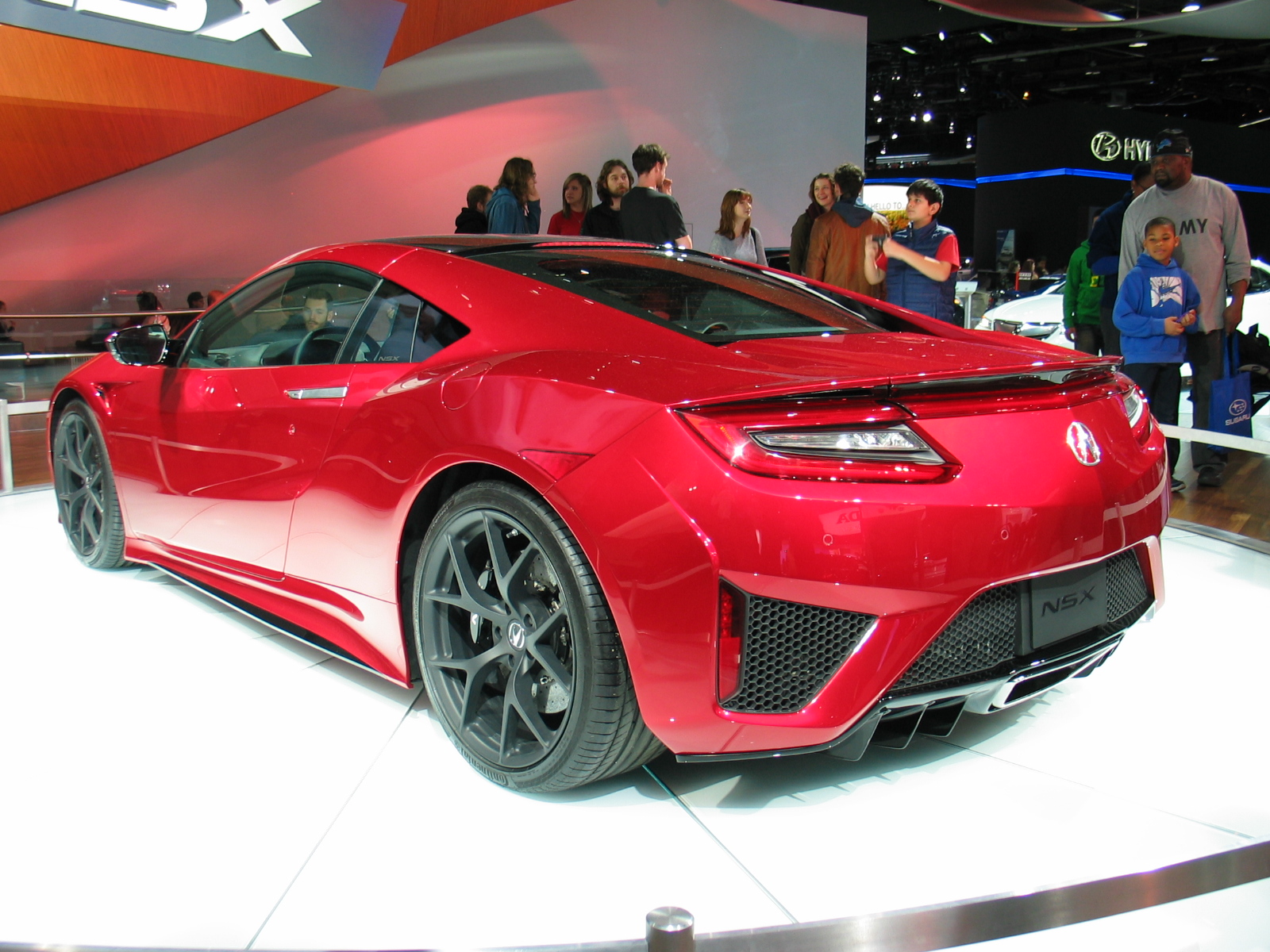
Vista trasera de un Acura NSX 2016.

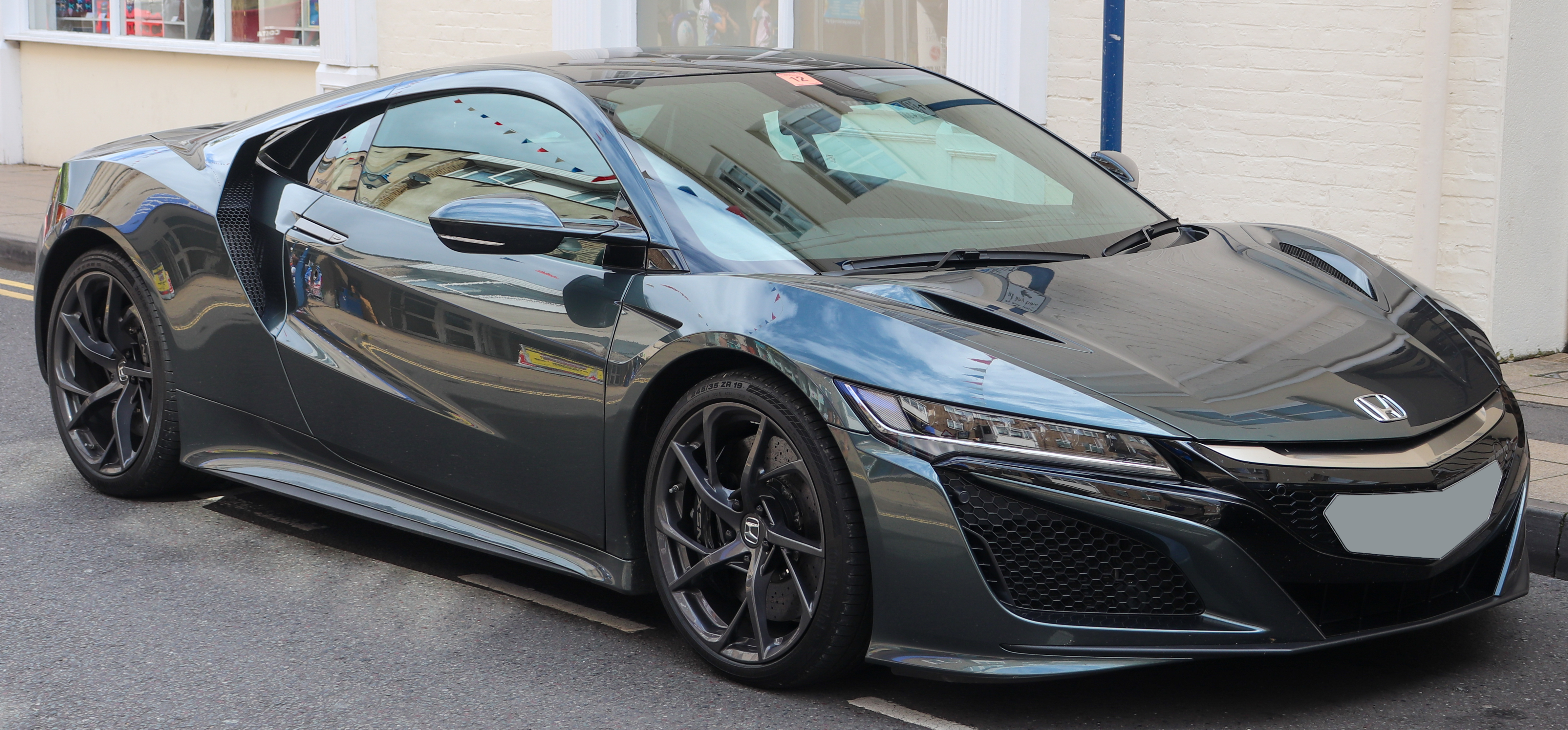
Honda NSX 3.5 de 2017.

El Honda NSX es un automóvil deportivo híbrido fabricado por Honda, con motor de gasolina V6 biturbo de 3,5 litros y 3 motores eléctricos, llegado para suceder a un venerado ícono clásico. Cuenta con tracción en las cuatro ruedas inteligente y una potencia conjunta de 581 CV (573 HP; 427 kW) y un par máximo de 645 N·m (476 lb·pie).
Esta segunda generación se presenta totalmente puesta al día con un diseño agresivo y tecnológico, ofreciendo un enfoque mecánico perfectamente adaptado a las nuevas exigencias a golpe de tecnología híbrida.
Su lanzamiento se produjo con motivo del Salón del Automóvil de Detroit de 2015, anunciándose las primeras entregas a finales del mismo año con una producción que se lleva a cabo íntegramente en Marysville (Ohio), Estados Unidos.
En el verano de 2018, se produjo una actualización con algunas mejoras dinámicas que pretendían mejorar su faceta más deportiva.
El Honda NSX está realizado en aluminio y acero de alta resistencia, recurriéndose a la fibra de carbono para la base del chasis acompañando este conjunto una mecánica híbrida con un motor de gasolina V6 biturbo de 507 CV (500 HP; 373 kW) y 3 motores eléctricos, 2 de ellos encargados de manera independiente de las ruedas delanteras, consiguiendo así una tracción a las 4 ruedas inteligentes. Técnicamente es un deportivo muy avanzado, lo cual hace que sus competidores más directos sean los productos de marcas como Ferrari o McLaren.
Una de las claves del Honda NSX y su particularidad más importante, reside precisamente en su sistema híbrido. Para ofrecer un deportivo rápido, pero a la vez práctico para el día a día, Honda optó por un sistema híbrido muy avanzado que se ampara, sobre todo, en un motor de combustión interna que entrega 507 CV (500 HP; 373 kW) entre 6500 y 7500 rpm; y un par máximo de 550 N·m (406 lb·pie) entre las 2000 y 6000 rpm. Está en posición central-trasera, situándose inmediatamente por detrás del conductor y su acompañante. Este recurso técnico es utilizado habitualmente en superdeportivos que buscan un rendimiento muy alto.
Adicionalmente, los motores eléctricos apoyan al V6 para conseguir que la potencia conjunta sea de responder con inmediatez al acelerador, recuperar energía y dotar a este coche de una suerte de tracción total, con su entrega sobre el eje delantero, lo que necesariamente debe contribuir a que su capacidad de tracción y paso por curva sea más rápido que un tracción trasera convencional. Tiene una caja de cambios de doble embrague de 9 velocidades y entre los detalles de su parte ciclo destacan unos frenos carbono-cerámicos.
Sus rivales van desde ciertas versiones del Porsche 911 al nuevo Mercedes-AMG GT o el Audi R8. En el proceso de desarrollo del Honda NSX surgieron anécdotas curiosas, ya que Honda adquirió un Porsche 911 GT3 para diseccionarlo y medirlo con su nuevo deportivo, una práctica que, lejos de ser anecdótica, es habitual en la industria del automóvil y en todos los segmentos y categorías. Porsche se percató de ello y entregó un 911 GT3 a Honda con un mensaje oculto en el que deseaban buena suerte a los japoneses.
Probablemente, la alternativa más obvia del Honda NSX sea el Audi R8, un superdeportivo biplaza y con motor central. A pesar de ser un deportivo moderno, el Audi R8 sigue fiel a una filosofía muy tradicional: dispone de un motor V10 central-trasero atmosférico, siendo uno de los pocos deportivos que del mercado que aún no ha sucumbido al auge del turbo en todos los segmentos. Sin lugar a dudas, en ese aspecto contrasta mucho con el Honda NSX, que por su tecnología híbrida es uno de los deportivos más modernos y tecnológicos del mercado.

### Funcionalidad

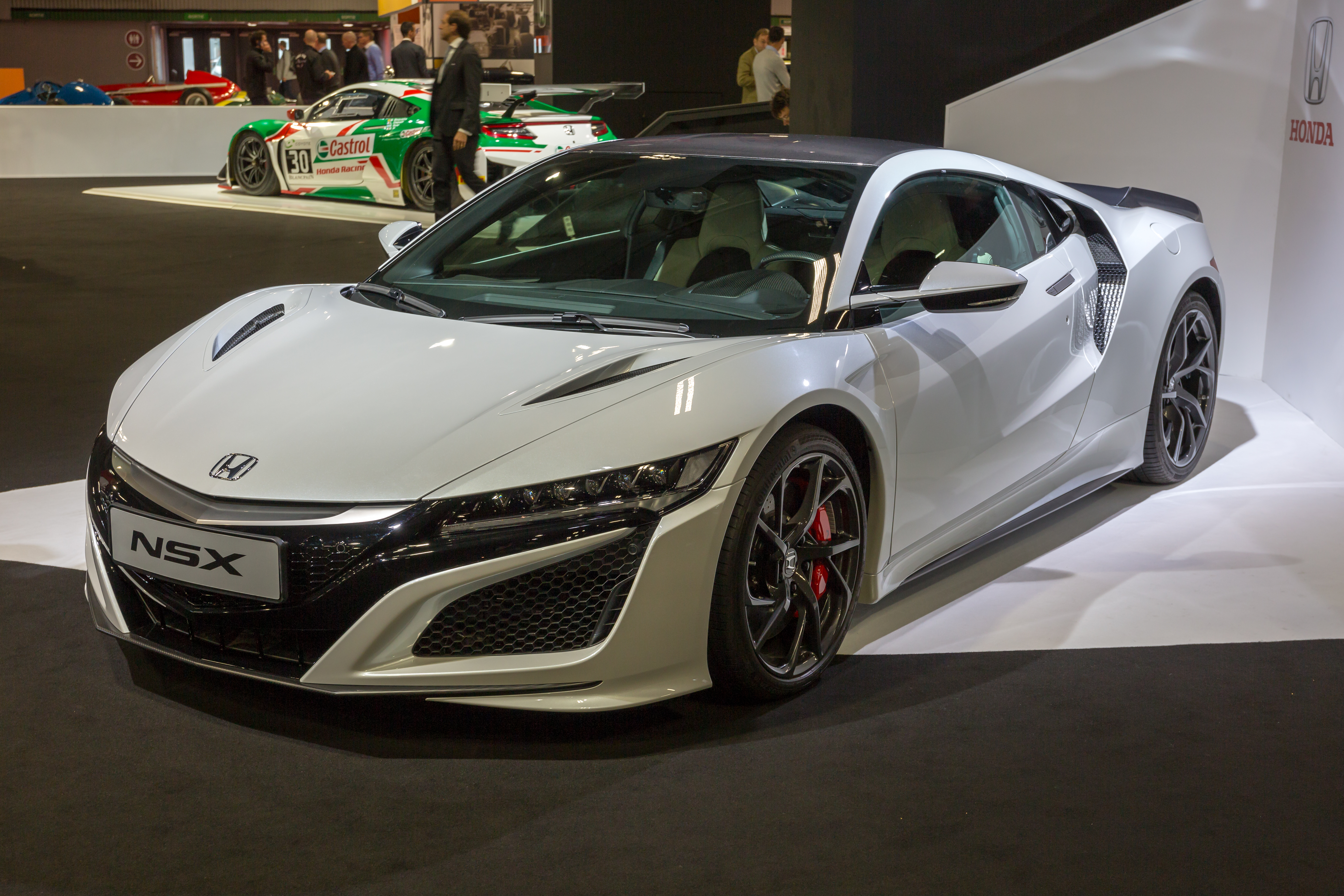
En el Salón del Automóvil de París de 2018.

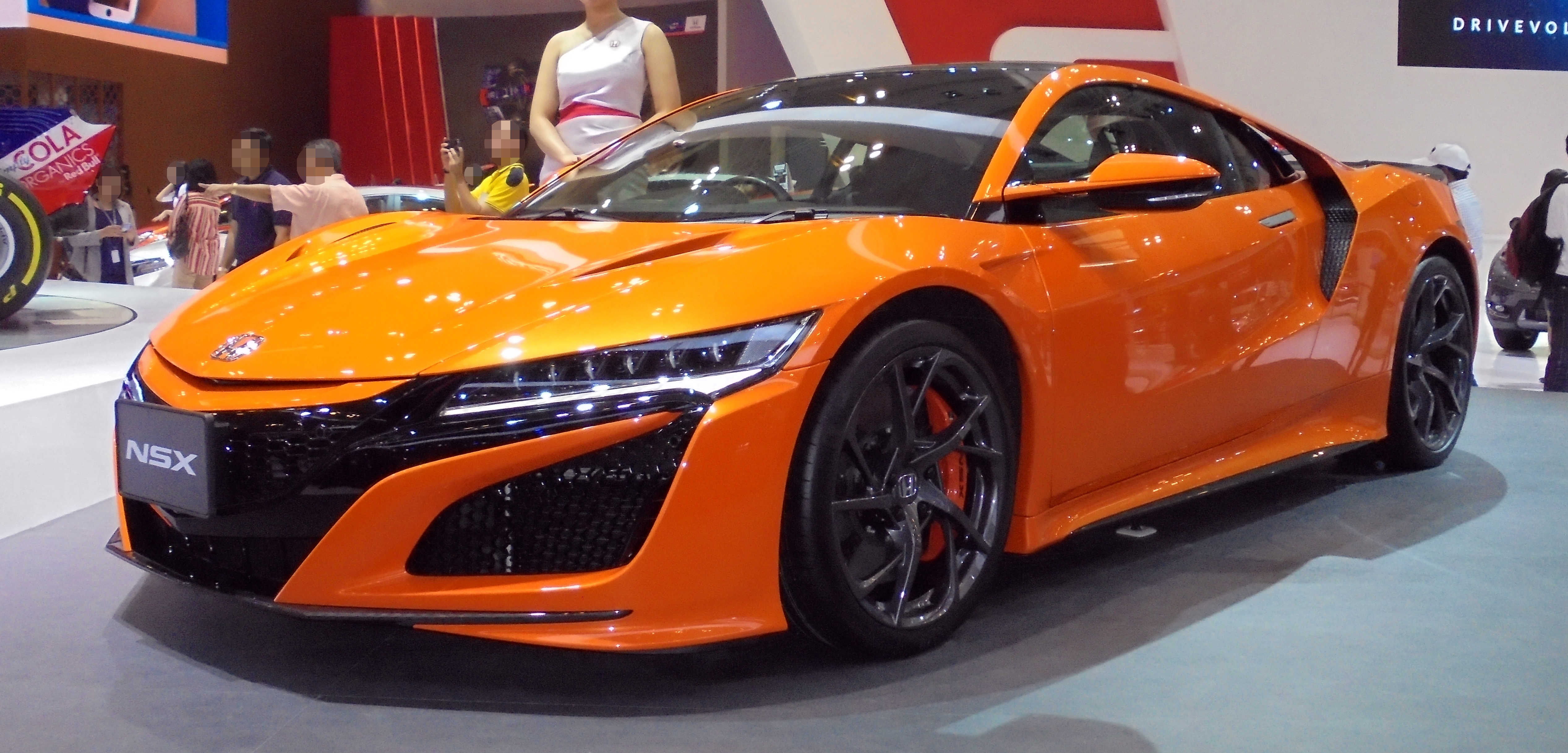
NSX 3.5 de 2019 en Japón.

Las proporciones bajas y anchas del Acura NSX no solamente son así para rendir tributo al modelo original, también entra en juego la aerodinámica, que en este caso va más allá de romper con mayor facilidad el viento.
Las tomas de aire que vemos por doquier no son meramente accesorios deportivos; tienen la función de alimentar al motor y ayudarle al coche a mantener las ruedas sobre el asfalto con ayuda del paquete aerodinámico compuesto por alerones, faldones y spoilers.
Una de sus mejores cartas de presentación es su ligereza. La marca lo presenta como el primer superauto hecho completamente de aluminio, aunque evidentemente hay presencia de otros materiales, como aceros de ultra alta resistencia en zonas específicas o fibra de carbono para el suelo del coche. Al final, la estructura promete soportar las fuerzas torsionales y de flexión que el auto requiere para dar la vida en el circuito.
Acura decidió que la nueva generación del NSX tendría un motor V6 a 75° con dos turbocompresores y asistido por tres motores eléctricos, uno para el eje trasero y los dos restantes colocados en cada llanta delantera. Para volverlo aún más interesante, el motor de combustión interna fue colocado longitudinalmente, para lo que se tuvo que el modelo de producción se tuvo que alargar 76 mm (3 pulgadas) y ensanchar 25 mm (1 pulgadas).
La transmisión encargada de mandar la fuerza a las cuatro llantas es una automática de doble embrague y 9 cambios. El sistema de tracción integral corre a cargo del sistema Super-Handling All-Wheel Drive (SH-AWD) con la particularidad de poder entregar torque instantáneo al eje delantero gracias a la presencia de los dos motores eléctricos. Recurre a llantas ContiSportContact de 245/35Z R19 delanteras y 295/30Z R20 traseras.
Opcionalmente, se ofrecerá con el paquete Advanced Sports Package, que coloca los componentes de la fuente de poder (motores y paquete de baterías) en un punto más bajo para reducir el centro de gravedad y mejorar el comportamiento en curvas.
A través del Integrated Dynamic System, puede ser conducido en cuatro modos: eléctrico, deportivo, muy deportivo, deportivo o, como ellos lo denominan: Quiet, Sport, Sport+ y Track. El sistema ajusta motores, transmisión y la respuesta del chasis, así como el volumen del sonido del motor. También ofrece el modo Launch, donde los cuatro motores entran en acción.

### Ergonomía

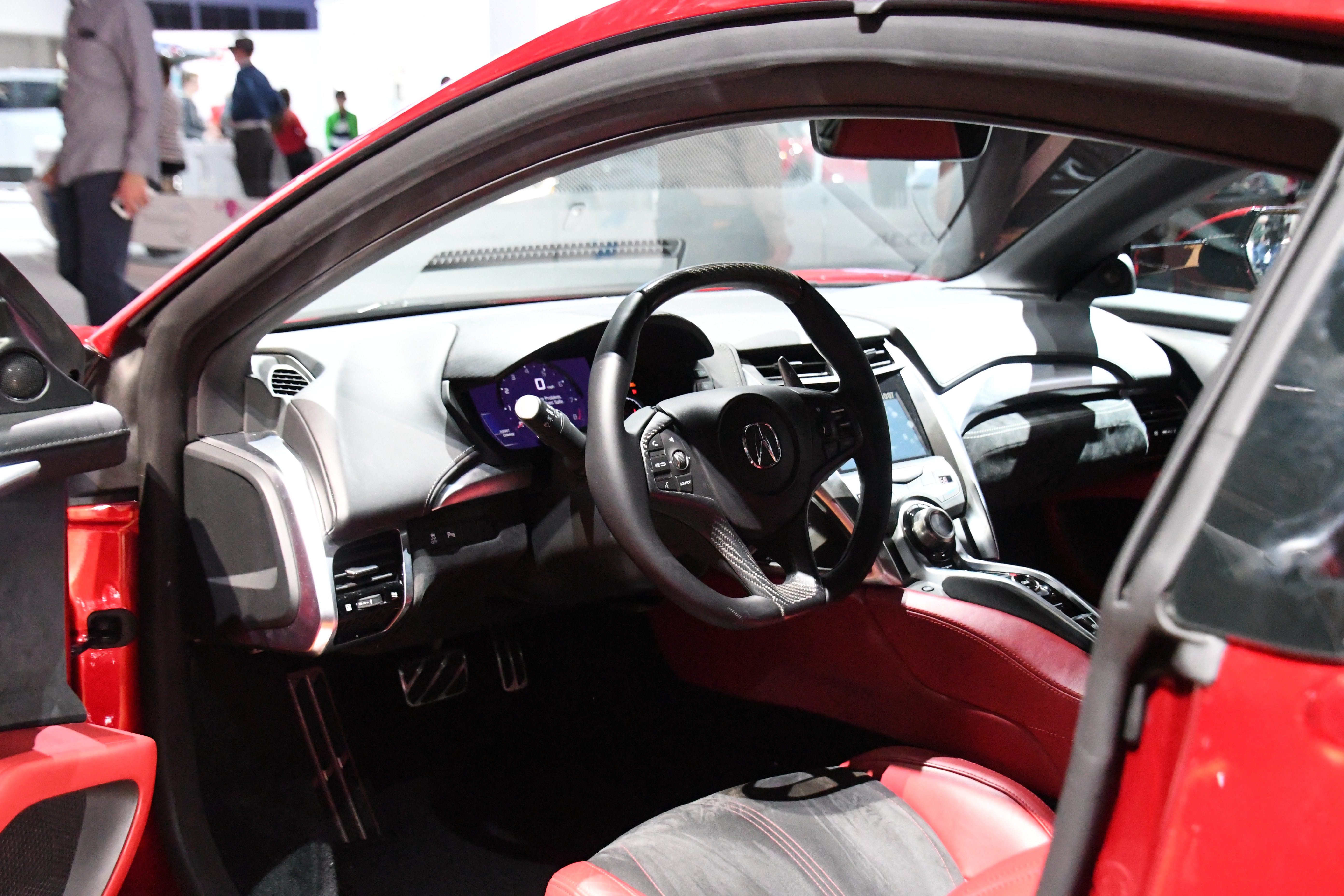
Vista del interior en el Salón del Automóvil de Detroit de 2018.

Por dentro, es un punto de encuentro entre lo deportivo y el futuro, pero el objetivo de su diseño, al menos al principio. Todo en el habitáculo está pensado para quedar al alcance del conductor, con controles simples e intuitivos y asientos sumamente ergonómicos. La gente de Acura también sabe que subirse y bajarse de los deportivos suele ser un problema, pero pese a ser bajo, promete facilidad de acceso.
El cuadro de instrumentos está compuesto por una pantalla TFT que se adapta de acuerdo con el modo de conducción seleccionado. La consola central mantiene el botón de encendido rodeado de los demás mandos y la perilla del Integrated Dynamics System. El resto son puras comodidades modernas, como navegación, un buen equipo de sonido y climatizador.

### Producción
Será fabricado exclusivamente en el Performance Manufacturing Center que la marca tiene en Marysville, Ohio, con aproximadamente 100 asociados que contribuirán en la construcción del chasis, de la pintura y del ensamblaje.

### Especificaciones
| Chasis                              | Aluminio y bastidor de acero con suelo de compuesto de fibra de carbono estresado. |
| Materiales del motor                | Bloque y cabezas de aleación ligera                                                |
| Distribución                        | DOHC 4 válvulas por cilindro (24 en total) accionadas por cadena, con VTEC         |
| Diámetro x carrera                  | 91,4 x 88,9 mm (3,60 x 3,50 pulgadas)                                              |
| Relación de compresión              | 10.0:1                                                                             |
| Régimen máximo (línea roja)         | 7500 rpm                                                                           |
| Sistema de lubricación              | Cárter seco                                                                        |
| Capacidad del tanque de combustible | 59 litros (15,6 galAm)                                                             |
| Distribución de peso                | 42% delantero y 58% trasero                                                        |

| 1.ª   | 2.ª   | 3.ª   | 4.ª   | 5.ª   | 6.ª   | 7.ª   | 8.ª   | 9.ª   | Reversa | Final |
| ----- | ----- | ----- | ----- | ----- | ----- | ----- | ----- | ----- | ------- | ----- |
| 3.838 | 2.433 | 1.778 | 1.428 | 1.211 | 1.038 | 0.881 | 0.747 | 0.634 | 2.395   | 3.583 |

### Fin de la producción
El modelo de la segunda generación se despide al salir de producción, el cual no fue tan longevo, ya que solamente estuvo vigente entre 2016 y 2022.
A principios de agosto de 2021, Honda anunciaba que pondría fin a la fabricación del NSX, por lo que a modo de despedida, se presentó una edición limitada a 350 unidades llamada "Type S", de las cuales 300 estarían reservadas para Estados Unidos. Es una versión rediseñada y más potente con los mismos turbos del NSX GT3 que alcanza los 600 CV (592 HP; 441 kW), con lo que sería capaz de acelerar de 0 a 100 km/h (62 mph) en menos de 3 segundos.

### En la cultura popular
Un Acura NSX concept de 2012, apareció en la película The Avengers, cuyo dueño era Tony Stark, interpretado por el actor Robert Downey Jr.
Un Acura NSX de 2018, apareció en la película Fast & Furious 9 circulando por las calles de Edimburgo.
También ha aparecido en varias series de videojuegos de carreras, tales como: Need for Speed, Forza, Gran Turismo, Grand Theft Auto V como "Dinka Jester" y en el Manga/Anime MF Ghost como uno de los vehículos utilizados por el piloto #13.

## En competición

### 24 Horas de Le Mans

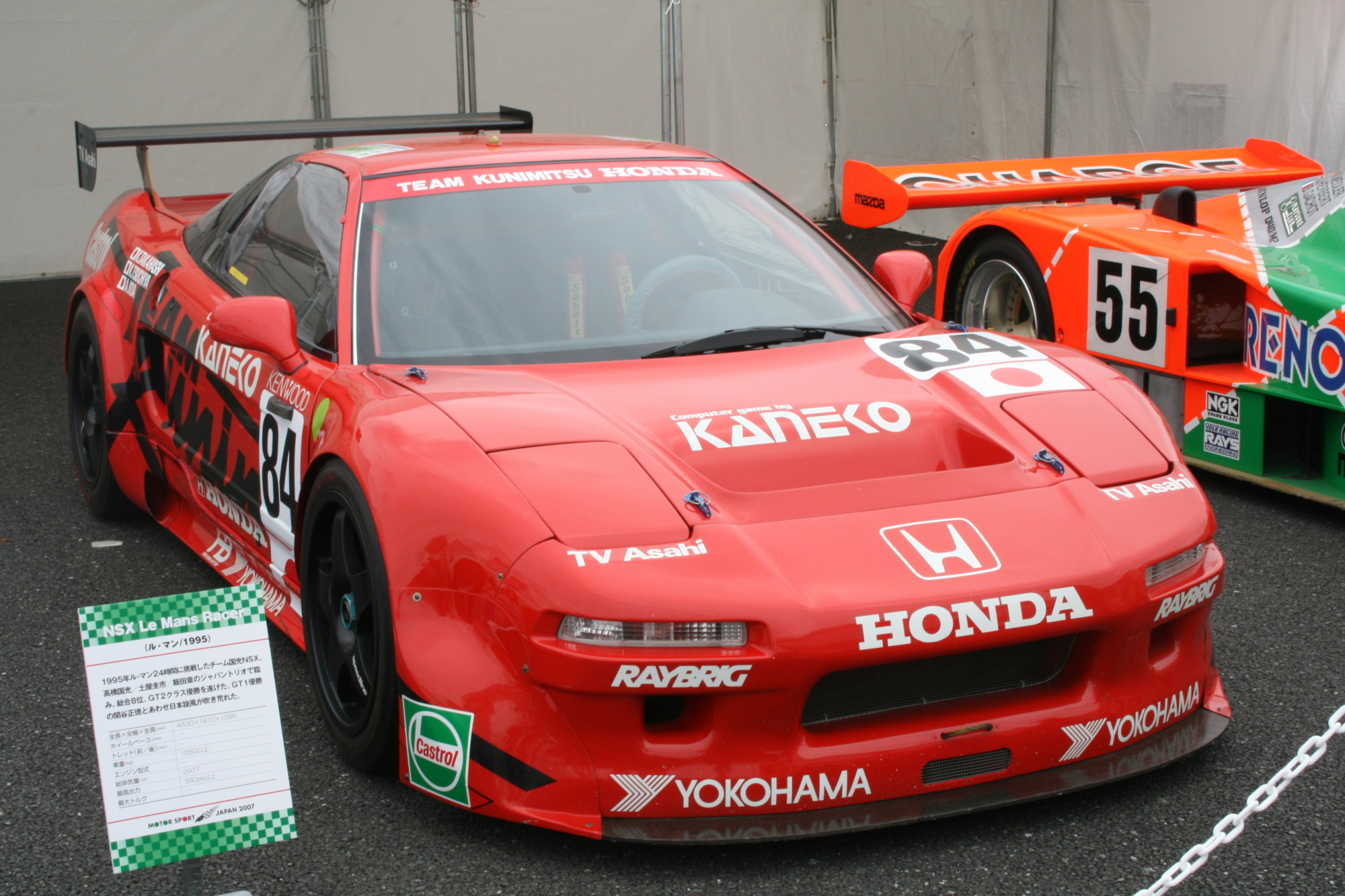
El NSX GT2 ganador de su clase, en las 24 Horas de Le Mans de 1995.

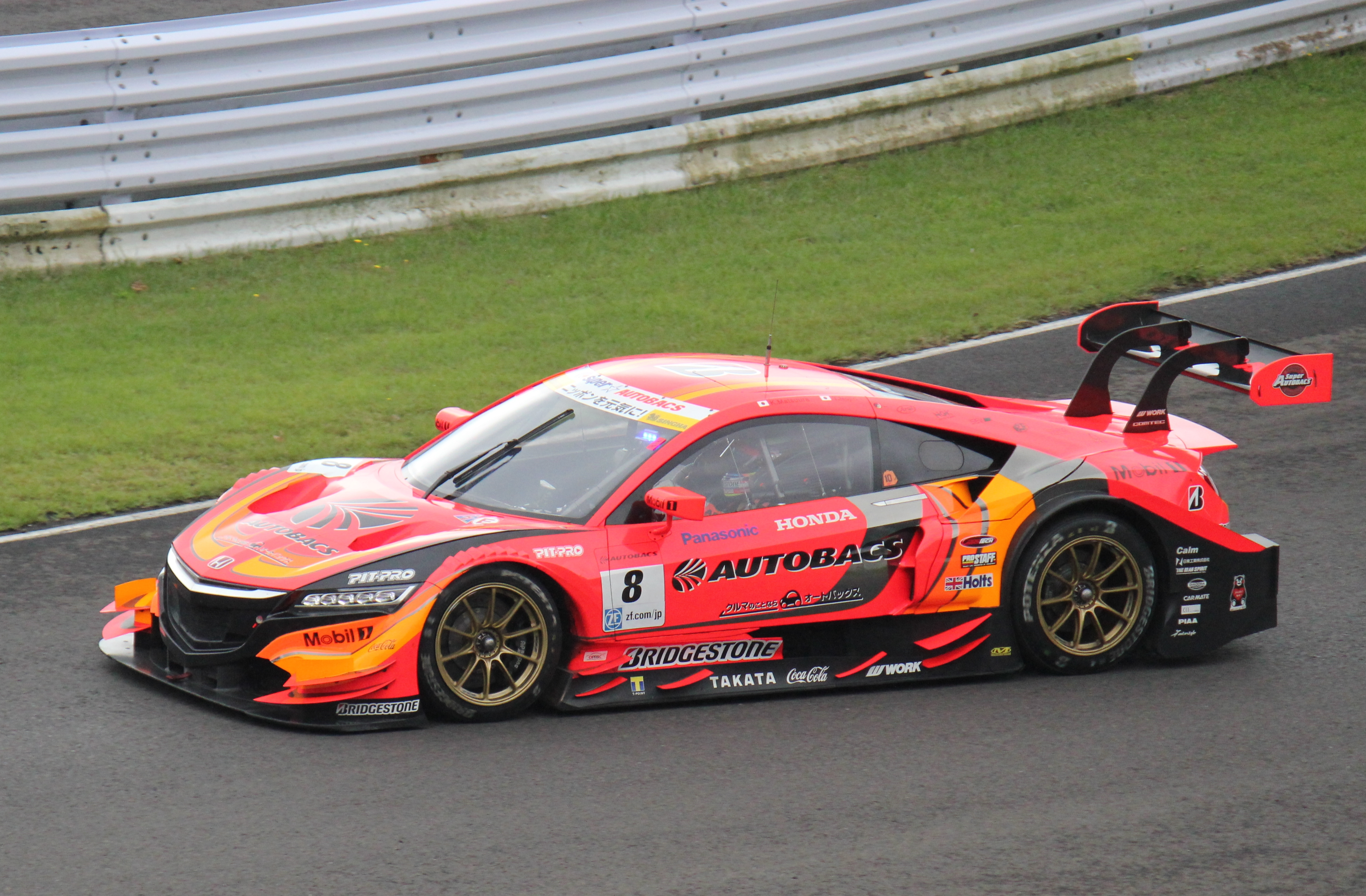
ARTA Honda NSX de Super GT en 2016.

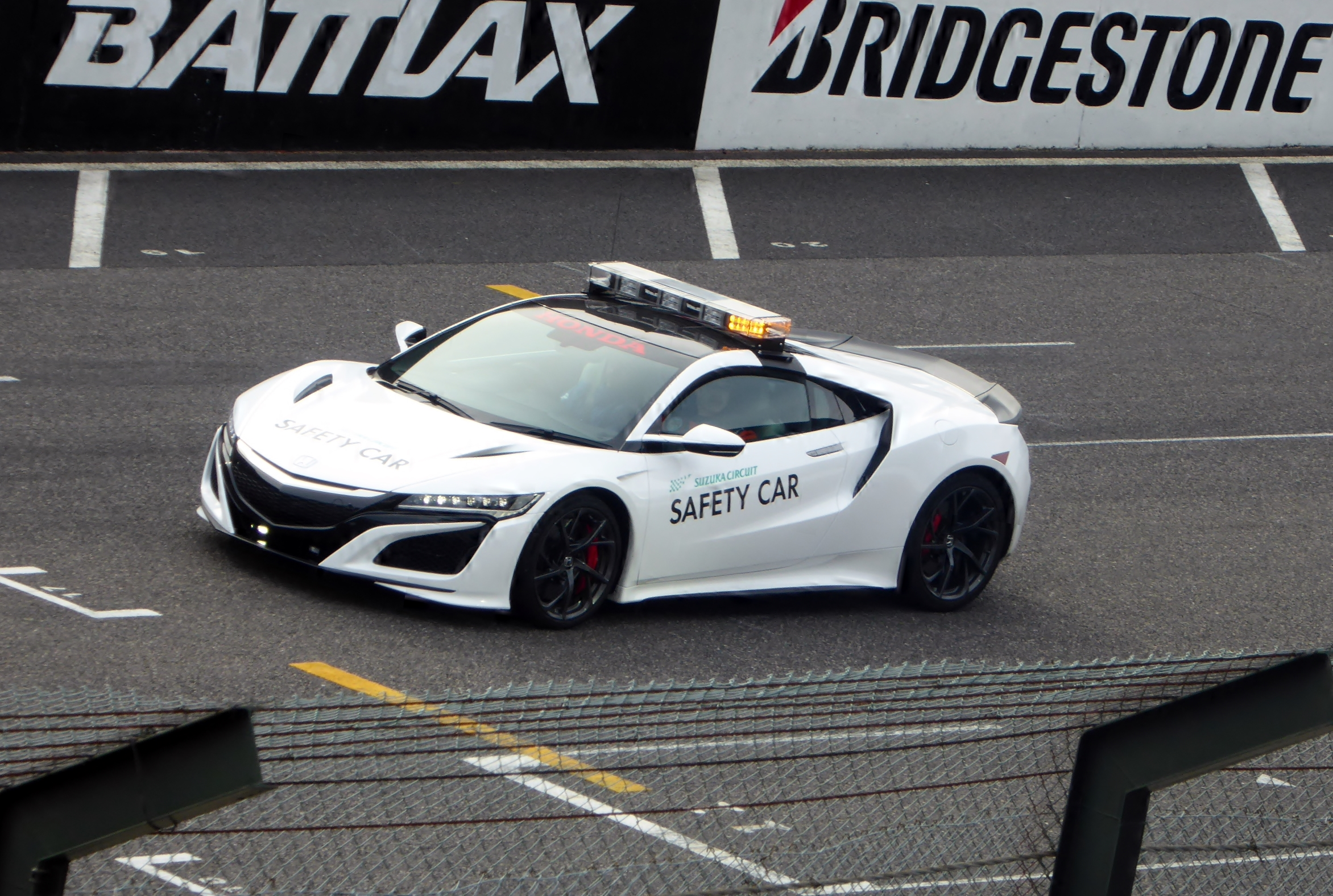
Coche de seguridad en el Circuito de Suzuka.

En los deportes de motor, los automóviles de carreras NSX GT1 y GT2 Le Mans comenzaron como carrocerías del NSX-R de fábrica. Se enviaron a TC Prototypes en Inglaterra once de estos proyectos, donde se volvieron a trabajar en profundidad para prepararlos para la carrera. Se añadió fibra de carbono al interior y se usaron piezas adicionales de fibra de carbono para reforzar el chasis. La suspensión fue completamente reemplazada por una configuración personalizada con amortiguadores de carrera y brazos de control de aluminio acoplados a tuercas de seguridad central. Allí también se les agregó salpicaderas de carrocería ancha para acomodar los neumáticos de carrera más anchos y mejorar la carga aerodinámica.
El motor C30A se revisó ampliamente para incluir un sistema de lubricación por cárter seco, levas más grandes, cabezales de escape inconel y, para los autos GT2, una cámara de admisión masiva de fibra de carbono con seis cuerpos de aceleración individuales. Los motores GT1 recibieron un turbocompresor con un colector de aluminio de doble cámara personalizado. Utilizando una gestión de motor personalizada, los motores GT2 produjeron casi 400 CV (395 HP; 294 kW), un aumento de 130 CV (128 HP; 96 kW) con respecto a la versión de producción; y los motores turboalimentados GT1 produjeron más de 600 CV (592 HP; 441 kW), lo que los convertía en los motores más potentes que Honda haya usado en el NSX. Ambos motores estaban acoplados a una transmisión secuencial manual Hewland de seis velocidades, cuyo uso plagaría más tarde los autos de las 24 Horas de Le Mans.
El NSX hizo tres apariciones en las 24 Horas de Le Mans: en 1994, 1995 y 1996.
Tres Honda NSX se inscribieron en las 24 Horas de Le Mans de 1994. Los coches con los números 46, 47 y 48 fueron preparados y conducidos por el equipo Kremer Racing Honda, con el equipo Kunimitsu asistiendo y conduciendo el auto número 47. Todos estaban en la clase GT2 y completaron la carrera, pero quedaron en los puestos 14, 16 y 18.
Tres Honda NSX se inscribieron en las 24 Horas de Le Mans de 1995. El equipo de fábrica de Honda trajo dos NSX que se inscribieron en la clase GT1: uno de aspiración natural y otro turboalimentado. El equipo Kunimitsu Honda preparó e ingresó un NSX naturalmente aspirado en la clase GT2 numerado 84; Nakajima Racing inscribió un cuarto GT2 NSX con el número 85, pero no pudo precalificar. El número 84 terminó octavo en la general ganando la clase GT2 después de completar 275 vueltas. Este NSX apareció en el Gran Turismo original y el auto de clase GT1 apareció en la versión japonesa del juego.
Para las 24 Horas de Le Mans de 1996, solamente el Team Kunimitsu Honda NSX regresó con los mismos pilotos. Completó 305 vueltas para terminar en la posición decimosexta de la general y tercero en la clase GT2.

### Coche de seguridad
Desde el comienzo de la producción del NSX, se ha utilizado como auto de seguridad en el Circuito de Suzuka, incluso para el Gran Premio de Japón en sus primeros años de producción y sigue siendo utilizado en el circuito. El coche también se utilizaba para el mismo papel en Twin Ring Motegi, el otro circuito de carreras propiedad de Honda.